# Parangitia
Parangitia là một chi bướm đêm thuộc họ Noctuidae.